# Daniel Sharman

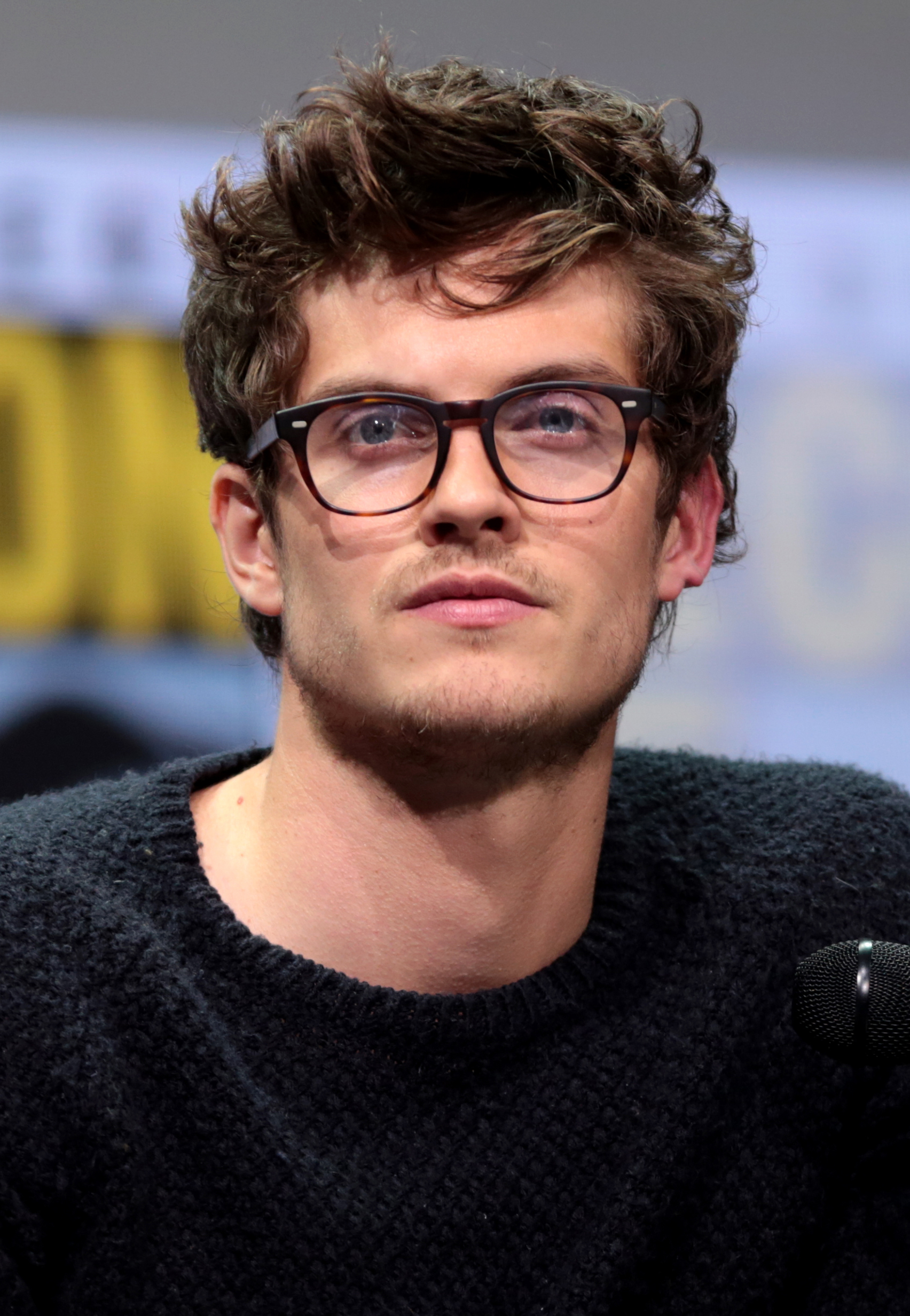
Daniel Sharman bei der Comic-Con 2017

Daniel Andrew Sharman (* 25. April 1986 in Hackney, London, England) ist ein britischer Schauspieler. Bekannt geworden ist er durch seine Rollen im Film Krieg der Götter (2011) und in der Serie Teen Wolf (2011–2014).

## Leben und Karriere
Daniel Sharman wurde im April 1986 im Londoner Stadtteil Hackney geboren. Er begann im Alter von neun Jahren mit der Schauspielerei, als er in die Royal Shakespeare Company aufgenommen wurde. Mit diesem Theaterensemble trat er 1995 im Stück The Park und 1996 in Macbeth auf. Sharman besuchte in London zunächst die Mill Hill School, ein privates Internat, und danach die Arts Educational School. Während seiner Schulzeit spielte er beim Edinburgh Festival Fringe im Stück Kvetch von Steven Berkoff und mit 16 Jahren auf Tournee in The Winslow Boy von Terence Rattigan. Sein Fernsehdebüt gab er 2003 in einer Episode der Anwaltsserie Judge John Deed mit John Thaw. Im Anschluss studierte er von 2004 bis 2007 an der London Academy of Music and Dramatic Art, die er mit einem Bachelor of Arts abschloss.
2007 spielte Sharman im Fernsehfilm Robin Pilcher: Am Anfang war die Liebe – eine Literaturverfilmung von Robin Pilchers Am Anfang war die Liebe, als Alex Dewhurst eine der Hauptrollen, bevor 2009 als Gastdarsteller in der Krimiserie Lewis – Der Oxford Krimi zu sehen war. Sein Spielfilmdebüt hatte er 2011 als Musiker Harry im Filmdrama The Last Days of Edgar Harding. Im selben Jahr übernahm er in den letzten beiden Episoden der Mysteryserie The Nine Lives of Chloe King die Nebenrolle des Zane. Neben Henry Cavill, Mickey Rourke und Kellan Lutz porträtierte er im Fantasyfilm Krieg der Götter den griechischen Gott des Krieges, Ares. Von 2011 bis 2014 spielte er den Werwolf Isaac Lahey in der MTV-Serie Teen Wolf, die zu Beginn der dritten Staffel zu einer Hauptrolle ausgebaut wurde.
2012 war er neben seiner Teen-Wolf-Schauspielkollegin Eaddy Mays im Horrorfilm The Collection – The Collector 2, der Fortsetzung von The Collector aus dem Jahr 2009, als Basil zu sehen. Im Oktober 2013 übernahm er im zweistündigen Hallmark-Fernsehfilm Wenn die Liebe siegt – Aufbruch nach Westen neben Lori Loughlin, Maggie Grace und Stephen Amell die Rolle des kanadischen Mounties Edward Montclair. 2014 spielte er für mehrere Episoden den Urvampir Kol Mikaelson in der Spin-off-Serie The Originals. In der dritten Staffel von Fear the Walking Dead ist er seit 2017 zu sehen.
Zwischenzeitlich war er bis Juni 2013 mit der Schauspielerin Crystal Reed liiert.

## Filmografie (Auswahl)
- 2003: Judge John Deed (Fernsehserie, Episode 3x02)
- 2007: Robin Pilcher: Am Anfang war die Liebe (Starting Over, Fernsehfilm)
- 2009: Lewis – Der Oxford Krimi (Lewis, Fernsehserie, Episode 3x02)
- 2011: The Last Days of Edgar Harding
- 2011: The Nine Lives of Chloe King (Fernsehserie, Episoden 1x09–1x10)
- 2011: Krieg der Götter (Immortals)
- 2011–2014: Teen Wolf (Fernsehserie, 31 Episoden)
- 2012: The Collection – The Collector 2 (The Collection)
- 2013: Wenn die Liebe siegt – Aufbruch nach Westen (When Calls the Heart, Fernsehfilm)
- 2014–2015: The Originals (Fernsehserie, 12 Episoden)
- 2015: Drone (Kurzfilm)
- 2016: Albion: Der verzauberte Hengst (Albion: The Enchanted Stallion)
- 2017, 2023: Fear the Walking Dead (Fernsehserie)
- 2018–2019: Die Medici (I Medici, Fernsehserie, 16 Episoden)
- 2020: Cursed – Die Auserwählte (Cursed, Fernsehserie)